# Iborfia
Iborfia is een plaats (község) en gemeente in het Hongaarse comitaat Zala. Iborfia telt 22 inwoners (2001).